# 黄以云
黄以云（1942年12月—），福建福清人，中华人民共和国政治人物，曾任北京市政协秘书长、副主席、党组成员。